# برکه (آلماتی)
برکه (به قزاقی: Bereke) یک منطقهٔ مسکونی در قزاقستان است که در شهرستان آق‌سو، آلماتی واقع شده‌است. برکه ۳۷ نفر جمعیت دارد.